# ديميتار ايفانوف بوبوف
ديميتار ايفانوف بوبوف (بالبلغارية: Димитър Иванов)‏ هو كيميائي بلغاري، ولد في 13 أكتوبر 1894 في صوفيا في بلغاريا، وتوفي بنفس المكان في 25 أكتوبر 1975.